# 汉江黑猪
汉江黑猪是中国陕西省的猪地方品种。汉江黑猪原名黑河猪。因主产于汉中盆地西北部山区，俗名西山猪。
汉江黑猪包括主产于陕西汉中西部山区的略阳县和勉县的黑河流域的汉中黑猪和分布在安康汉滨区、紫阳县、旬阳市等地的安康猪。湖北十堰郧阳区亦有少量分布。
1982年，陕西省畜禽品种鉴定委员会将黑河猪、铁炉猪、水硙河猪、安康猪等品种定名为汉中黑猪。1983年，统一命名为汉江黑猪。
汉江黑猪曾分为狮子头型和狗头型两种。全身为黑色，耳下垂。乳头数为12～14个。汉江黑猪性成熟早，母性好，抗病力强。
2006 年存栏汉江黑猪 1007 头，其中基础母猪 715 头、种公猪 27 头。2016年，汉江黑猪被列入濒危地方品种。